# Pnirontis scutellaris
Pnirontis scutellaris är en insektsart som beskrevs av Carl Stål 1859. Pnirontis scutellaris ingår i släktet Pnirontis och familjen rovskinnbaggar. Inga underarter finns listade i Catalogue of Life.